# Программное обеспечение ZX Spectrum

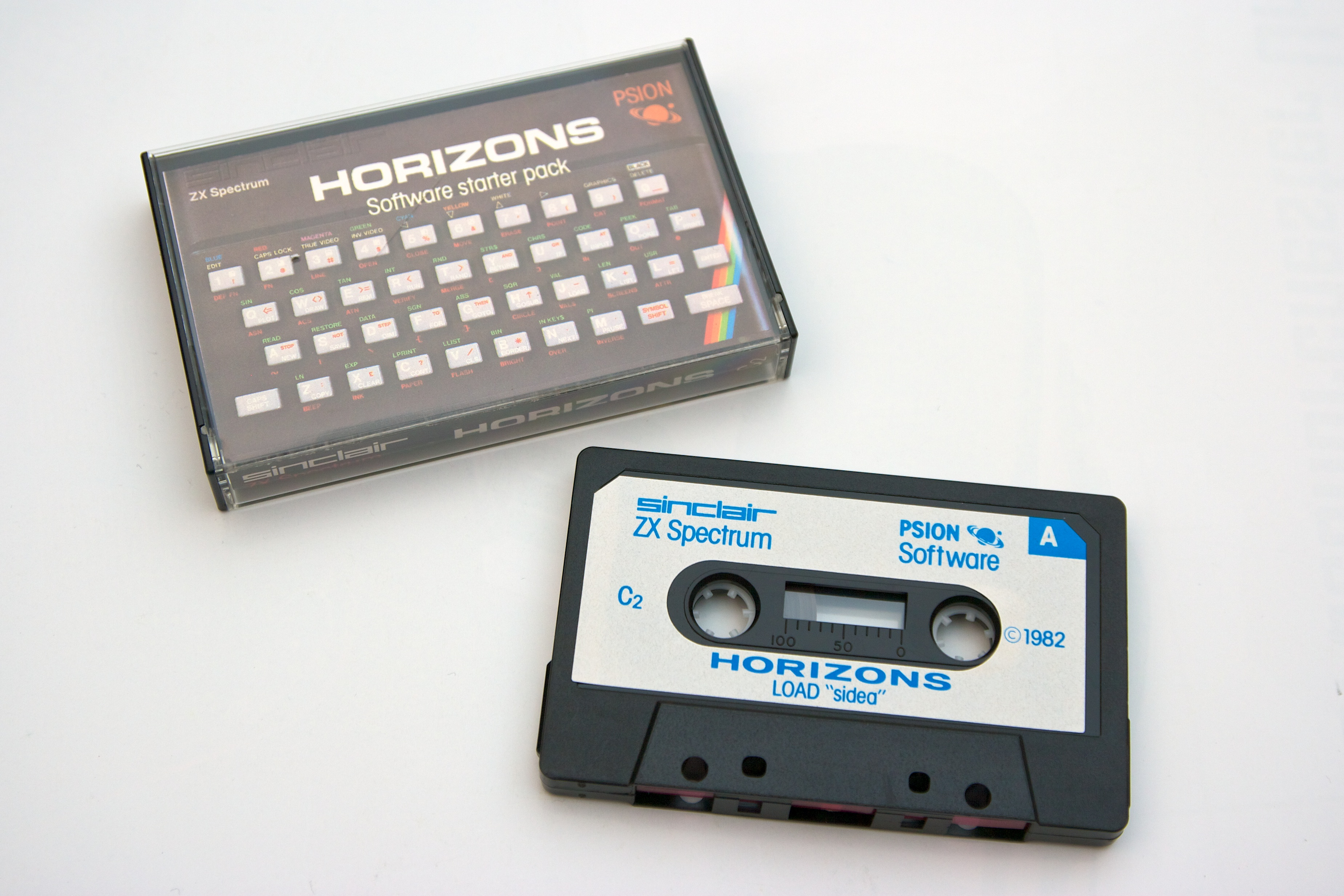
Большая часть ПО для Spectrum поставлялась на кассетах

Семейство компьютеров ZX Spectrum обладает крупной библиотекой программного обеспечения из более чем 23000 наименований. Хотя большая часть этой коллекции — игры, набор программ очень разнообразен и включает в себя языки программирования (Си, Паскаль, Пролог, Форт, ряд ассемблеров), компиляторы с языка Sinclair BASIC, расширения Sinclair BASIC (Beta BASIC, MegaBASIC, Laser BASIC и др.), базы данных (например, VU-File), текстовые процессоры (Tasword, Tasword II, The Last Word), электронные таблицы (VU-Calc), графические редакторы (OCP Art Studio, The Artist) и даже средства разводки печатных плат (Layout 86).

## Распространение

### Лента
Первоначально большая часть программ для «Spectrum» распространялась на аудиокассетах. Стоимость коммерческой игры на кассете составляла 5—10 GBP, бюджетной версии — 3 GBP. «Spectrum» был предназначен для работы с обычным бытовым кассетным магнитофоном. Среднее время загрузки одной игры с аудиокассеты в память составляло 3—5 минут. Физически запись представляла собой звук (воспринимаемый человеческим ухом), интерпретируемый «Spectrum» как последовательность байтов. Средняя скорость чтения/записи составляет около 1500 бит/с.

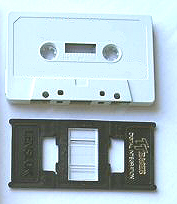
Lenslok

Прямое переписывание программ с одного магнитофона на другой, как правило, приводило к снижению качества записи. Также, запись сделанная на одном магнитофоне могла плохо читаться на другом; это обычно решалось прижиманием кассеты во время чтения, или даже ручной подстройкой расположения читающей головки. В целом чтение с ленты было достаточно надёжным, но каждый пользователь знает раздражающее сообщение об ошибке чтения «R Tape loading error, 0:1». Существовало множество утилит для копирования программ через память компьютера (наиболее популярные: Copy 86M, TFCOPY, COPY COPY), некоторые программы-копировщики для хранения копируемых данных задействовали в том числе и видеопамять.
Разработчики предпринимали меры по защите от копирования. Например, при загрузке с кассеты сначала загружался короткий загрузчик с собственным кодом загрузки, использующим нестандартную скорость. В некоторых случаях при запуске игры пользователя просили ввести слово из документации к игре (обычно это была новелла, описывающая фабулу игры). Необычным способом защиты было использование устройства Lenslok: это набор пластиковых призм, закреплённых в футляре для распространения вместе с игрой; идея была в том, что при запуске программы на экране показывается зашифрованное слово; наложением призм на экран можно расшифровать слово и таким образом получить доступ.

### Картриджи Microdrive и Interface 2

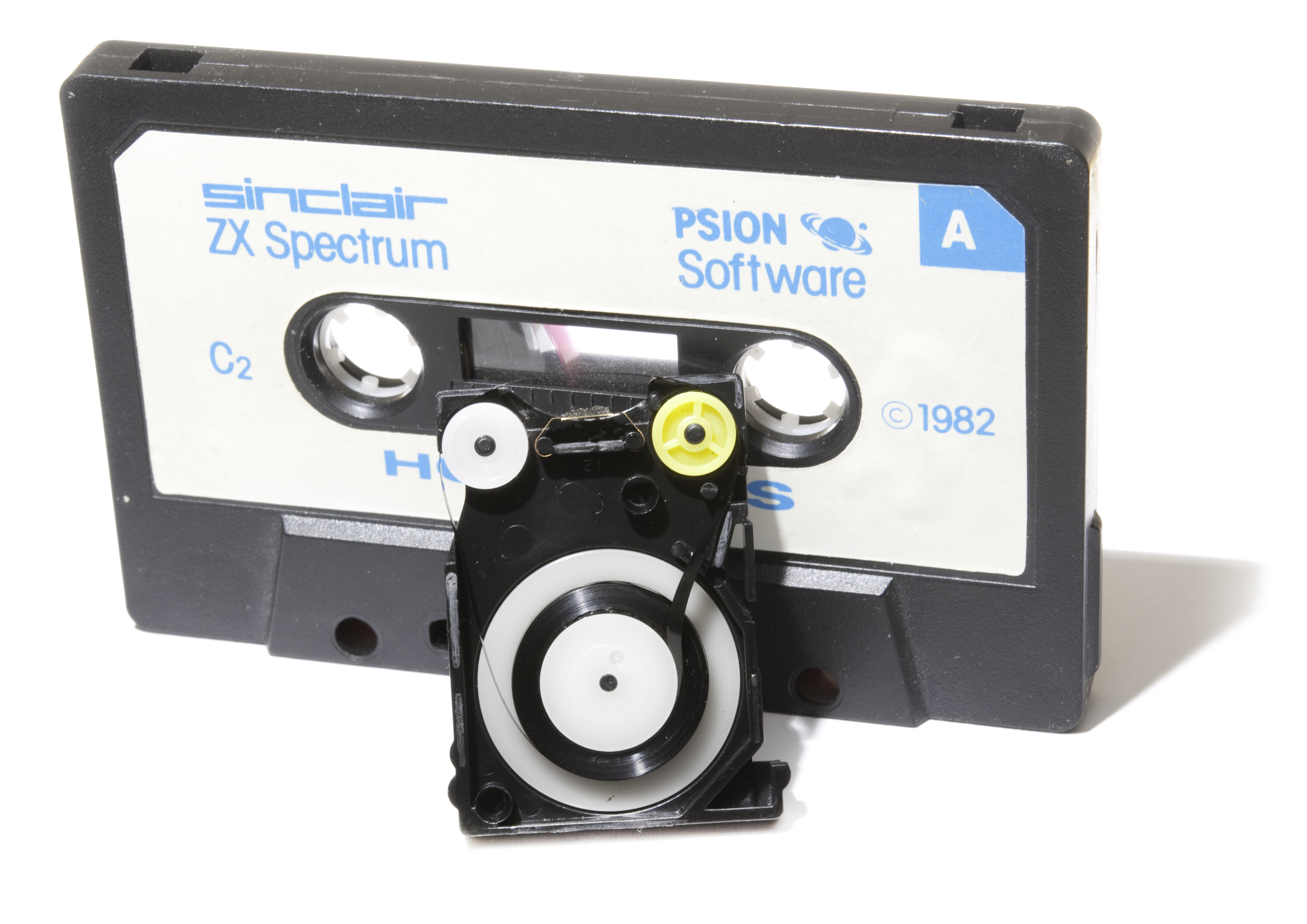
ZX Microdrive в сравнении с кассетой

В июле 1983 года появилась технология ZX Microdrive (комплект из ZX Interface 1 и Microdrive стоил £79.95) и быстро стала довольно популярной среди пользователей Spectrum, но для издателей стоимость выпуска программ на картридже была на порядок выше чем на ленте (картридж стоил £4.95). Кроме того, картриджи получили репутацию ненадёжного носителя, поэтому приходилось тщательно проверять каждый экземпляр перед поставкой. По этим причинам выпуск игры для Microdrive обычно лишь дополнял выпуск на кассете.
На картриджах, предназначенных для ZX Interface 2, было выпущено всего 10 игр (включая Jetpac, Planetoids и др.): высокая скорость загрузки не компенсировала стоимость устройства (£19.95) и картриджа (£14.95).

### Дискеты

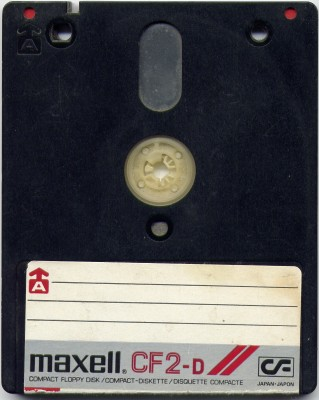
3-дюймовый диск, использовавшийся с ZX Spectrum +3

Для ZX Spectrum было выпущено несколько контроллеров диска. Одни из первых — ZX FDC-1 и Beta Disk Interface компании Technology Research Ltd.
Системы DISCiPLE и +D компании Miles Gordon Technology стали довольно популярны, но большая часть ПО, выпущенного для них, было утилитами.
После выхода «ZX Spectrum +3» появились коммерческие программы, поставлявшиеся на 3-дюймовых дискетах собственной конструкции — в период с 1987 по 1997 год было выпущено более 1000 различных дисков.

### Другие способы
Небольшие программы, преимущественно на Sinclair BASIC, распространялись в виде исходного кода, напечатанного в журналах и книгах. Читатель мог вручную набрать этот код у себя на компьютере, запустить и сохранить на кассету для дальнейшего использования. Затем журналы стали печатать длинные списки шестнадцатеричных цифр, снабжённые контрольными суммами — дампы машинного кода игр и инструментальных средств.
Необычным методом распространения была широковещательная радиотрансляция: слушатели могли записать передачу с радиоприёмника на кассету, чтобы затем считать запись на Spectrum.
Некоторые журналы применяли способ распространения в виде 7-дюймовых дисков, предназначенных для проигрывания на устройствах для обычных виниловых пластинок (подобно Floppy-ROM). На дисках британских музыкальных групп в 1984—1996 годах изредка можно было встретить трек с программой для «ZX Spectrum».
В декабре 1989 года, в связи с растущим распространением CD-проигрывателей, Code Masters выпустила на аудио-CD сборник из 30-ти игр The CD Games Pack; для подключения Spectrum к CD-плееру в комплекте с диском прилагался специальный аудио-кабель. Стоимость сборника составляла 19,95 фунтов, но его продажи не были успешными — внимание рынка уже переключилось на 16-разрядные машины.

## Наиболее популярные игры

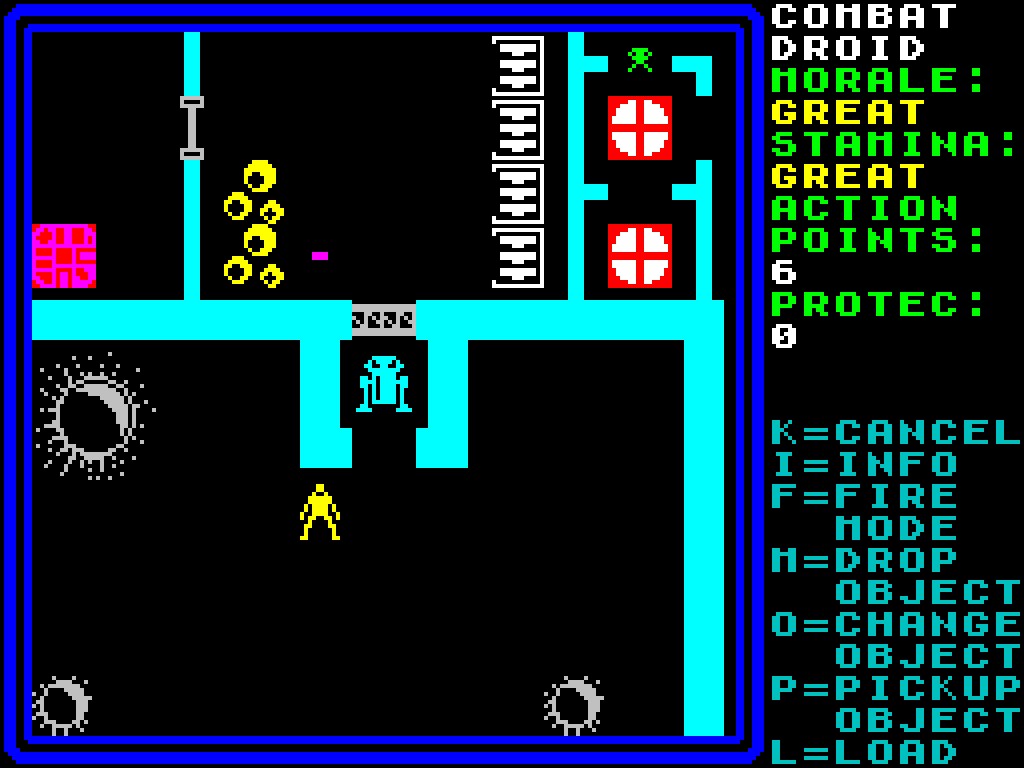
Rebelstar

Десятка наиболее популярных игр по версии журнала «Your Sinclair»:
1. 3D Deathchase
2. Rebelstar
3. All or Nothing
4. Stop the Express
5. Head Over Heels
6. R-Type
7. The Sentinel
8. Rainbow Islands
9. Boulder Dash
10. Tornado Low Level

Десятка наиболее популярных игр по версии журнала «CRASH»:
1. Rainbow Islands
2. Chase H.Q.
3. RoboCop
4. RoboCop 2
5. Dizzy
6. Target: Renegade
7. Magicland Dizzy
8. Batman: The Video Game
9. Operation Wolf
10. Midnight Resistance[англ.]

## На территории бывшегоСССР

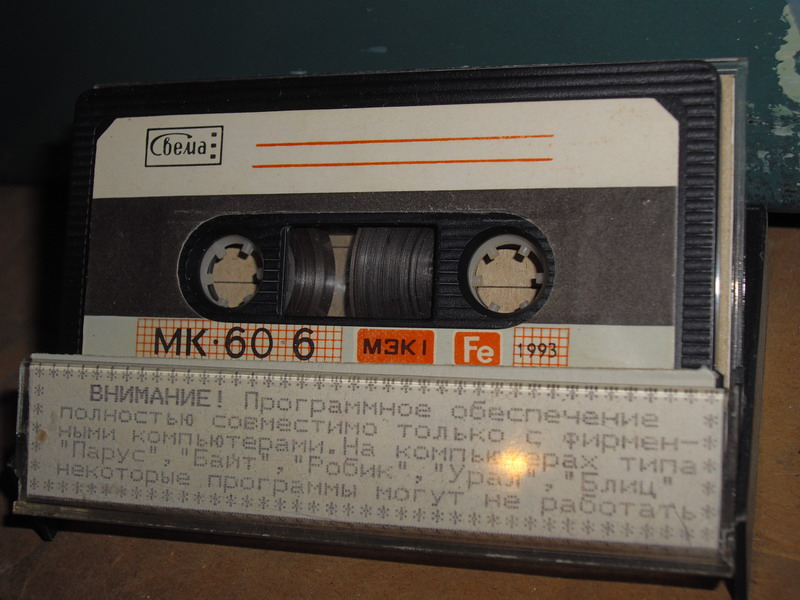
Кассета «Свема» с записями игр для «ZX Spectrum»

В СССР/СНГ основным методом распространения первоначально были аудиокассеты, а затем, в силу постепенного перехода на системы с диском — 5-дюймовые дискеты в формате TR-DOS. Также, некоторое время распространение программ проводилось через телевизионное вещание на диапазоне метровых каналов: картинка на телевизоре показывала тонкие вертикальные полосы, а из звукового тракта можно было записать ряд программ, правда качество при такой записи было посредственным.
По-видимому, многие игры попадали в Россию через Польшу: часто при загрузке игры можно было увидеть надпись «Cracked by Bill Gilbert», оставленную польским хакером.
Значительная часть отечественных игр — аналоги игр с других платформ.
Первой отечественной игрой для «ZX Spectrum», по-видимому, является Тетрис В. А. Балясова (1986).
Игры для «ZX Spectrum» создаются силами энтузиастов и в настоящее время, как на территории бывшего СССР, так и за рубежом.
Существуют пакеты для автоматизированного создания игр многих жанров (например, IF Creator для интерактивных книг, 3D Construction Kit для трёхмерных квестов), но чаще используется язык ассемблера. Проводятся конкурсы по написанию игр (например, Твоя Игра, Mini Game Compo, Crap Game Compo, конкурсы в рамках различных демопати, иногда в общем конкурсе с играми для других платформ).